# Jacob van der Aa
Jacob van der Aa, auch Andries van der Aa (getauft am 27. Oktober 1743 in Den Haag; † 13. Februar 1776 ebenda) war ein niederländischer Maler.
Van der Aa war Schüler seines Onkels Dirk van der Aa. Nach einer zweijährigen Kunstreise durch Italien, wird er 1769 als Meister der Haager Gilde genannt. Von ihm stammen Porträts, mit denen er jedoch erfolglos blieb.